# ۹۶۱ (خورشیدی)
۹۶۱ نهصد و شصت و یکمین سال هجری خورشیدی است.

## درگذشتگان
- ۱۲ آذر - شرف‌الدین حسین حسینی در ری، که از منشیان شاه تهماسب یکم صفوی و پدر قاضی احمد قمی بود.
- وحشی بافقی، (زاده: ۹۱۱)،  شاعر غزل سرای ایرانی.